# Путилово (Калінінградська область)
Путилово (рос. Путилово) — селище Зеленоградського району, Калінінградської області Росії. Входить до складу Красноторовського сільського поселення.
Населення — 42 особи (2015 рік).

## Населення
| 2002 | 2010 |
| ---- | ---- |
| 28   | ↗42  |